# Opium for the Masses
Opium for the Masses è il terzo album in studio dei Bad Moon Rising, pubblicato nel 1995 per l'etichetta discografica Pony Canyon.

## Tracce
1. Belligerent Stance
2. Monkey
3. Moonchild
4. Believe
5. Into the Pit
6. Godforsaken
7. Free
8. Holy War
9. Summer Rain
10. T.B.O.M.D.

### Bonus track (solo Francia)
- 11. Rivers Run Red
- 12. Millwall Brick
- 13. Free
- 14. Underground

## Formazione
- Kal Swan - voce
- Doug Aldrich - chitarra
- Ian Mayo - basso, cori
- Jackie Ramos - batteria, percussioni, coro